# Cap’n Jazz
Cap'n Jazz (иногда стилизуется как caP'n Jazz) — американская эмо-группа из Баффало-Гров.

## История
Братья Тим Кинселла и Майк Кинселла сформировали группу Toe Jam с Виктором Вильярреалем и Сэмом Зуриком в 1989 году, прежде чем в конечном итоге изменить название группы на Cap'n Jazz. Черпая влияние у таких групп, как Gauge и Fugazi, Cap'n Jazz записали несколько синглов для независимых лейблов в начале 90-х, а также внесли вклад в несколько сборников.
В 1995 году группа выпустила свой единственный полноформатный альбом Burritos, Inspiration Point, Fork Balloon Sports, Cards in the Spokes, Automatic Biographies, Kites, Kung Fu, Trophies, Banana Peels We've Slipped On и Egg Shells We've Tippy Toed Over на лейбле Man with Gun. Иногда альбом называют Shmap'n Shmazz, что было напечатано в верхней части CD-релиза.
Группа распалась в июле 1995 года, вскоре после выхода Shmap'n Shmazz, в ночь концерта в Литл-Рок. В 1998 году Jade Tree собрали двухдисковую ретроспективу Cap'n Jazz под названием Analphabetapolothology, которая включила все записанные работы группы (за исключением песни «Naive» из Achtung Chicago! Zwei): Shmap'n Shmazz, ранние синглы, материал из сплит-релизов, треки из сборников, неизданные демо и ауттейки, а также несколько треков с их прощального выступления в Чикаго.

### После распада
Cap'n Jazz воссоединились в баре Empty Bottle в пятницу 22 января 2010 года, в рамках шоу-вечеринки группы Joan of Arc. После короткого импровизированного выступления в Чикаго группа отыграла свой первый официальный концерт на ежегодном Forecastle Festival в Луисвилле 10 июля 2010 года и концерт в родном городе неделю спустя в Bottom Lounge в поддержку винилового переиздания Analphabetapolothology на Jade Tree Records, где они добились успеха. Поскольку билеты на концерт были распроданы примерно за 48 часов, на следующий вечер было добавлено второе выступление. Позже было объявлено, что они также будут выступать по всем Соединенным Штатам летом и осенью 2010 года.
Cap'n Jazz были включены в состав участников фестиваля FYF Fest 2017 в выставочном парке Лос-Анджелеса. За выступлением на FYF Fest последовали концерты в Сан-Франциско, Чикаго, Нью-Йорке и Лондоне, включая выступление на фестивале Riot Fest 2017 в Чикаго.
Группа снова воссоединилась для выступления в Empty Bottle в Чикаго в воскресенье, 6 октября 2024 года. Группа также выступила на Best Friends Forever Fest в Лас-Вегасе 11 октября 2024 года.

## Наследие
Влияние на других исполнителей
Группа Algernon Cadwallader была отмечена за их звуковое сходство с Cap'n Jazz и также называла последнюю основным источником вдохновения. Американская постхардкор-группа Scary Kids Scaring Kids получила своё название от одноимённой песни Cap'n Jazz.

## Дискография
Альбомы
- Burritos, Inspiration Point, Fork Balloon Sports, Cards in the Spokes, Automatic Biographies, Kites, Kung Fu, Trophies, Banana Peels We've Slipped On, and Egg Shells We've Tippy Toed Over (также известный как Shmap'n Shmazz) – LP/CD (Man With Gun Records, 1995)[8]

Синглы/EP
- Sometimes if you stand further away from something, it does not seem as big. Sometimes you can stand so close to something you can not tell what you are looking at. – 7” (Underdog Records, 1993)
- Boys 16 to 18 Years... Age of Action – (Further Beyond Records, 1993)

Сборник
- Analphabetapolothology – 2xCD (Jade Tree Records, 1998), 2xLP (Jade Tree Records 2010)

Участие в сборниках различных исполнителей
- Achtung Chicago! Zwei! – compilation LP (Underdog Records, 1993)
- Nothing Dies with Blue Skies – 7” split w/ Friction (Shakefork Records, 1993)
- How the Midwest Was Won – compilation 2x7” (Subfusc Records, 1993) (Playing Field Recordings, 1993)
- Picking More Daisies – compilation 2x7” (Further Beyond Records, 1993)
- It’s a Punk Thing, You Wouldn't Understand – compilation LP (Shakefork Records, 1993)
- Ghost Dance – compilation 2x7” (Slave Cut Records, 1993)
- A Very Punk Christmas – compilation 2x7” (The Rocco Empire & Further Beyond Records, 1993)
- Punk TV – compilation LP (Red Dawg Records, 1995)
- We’ve Lost Beauty – compilation LP (File 13, 1995)
- Ooh Do I Love You – compilation 2xCD (Core For Care, 1995)